# لانتانا ضيقة الأوراق
لانتانا ضيقة الأوراق (الاسم العلمي: Lantana angustifolia) هي نوع نباتي يتبع جنس اللانتانا من فصيلة اللويزية.